# エリク・シェルストレーム
エリク・ラグナル・シェルストレーム（Erik Ragnar Källström、1908年3月5日 - 1997年1月16日）は、スウェーデン・ボロース出身の元サッカー選手。現役時代のポジションはDF。
スウェーデン代表として国際Aマッチに10試合出場し、1936年にはベルリンオリンピックにも出場したが、1回戦で日本代表に敗れた。